# Gut Merberich

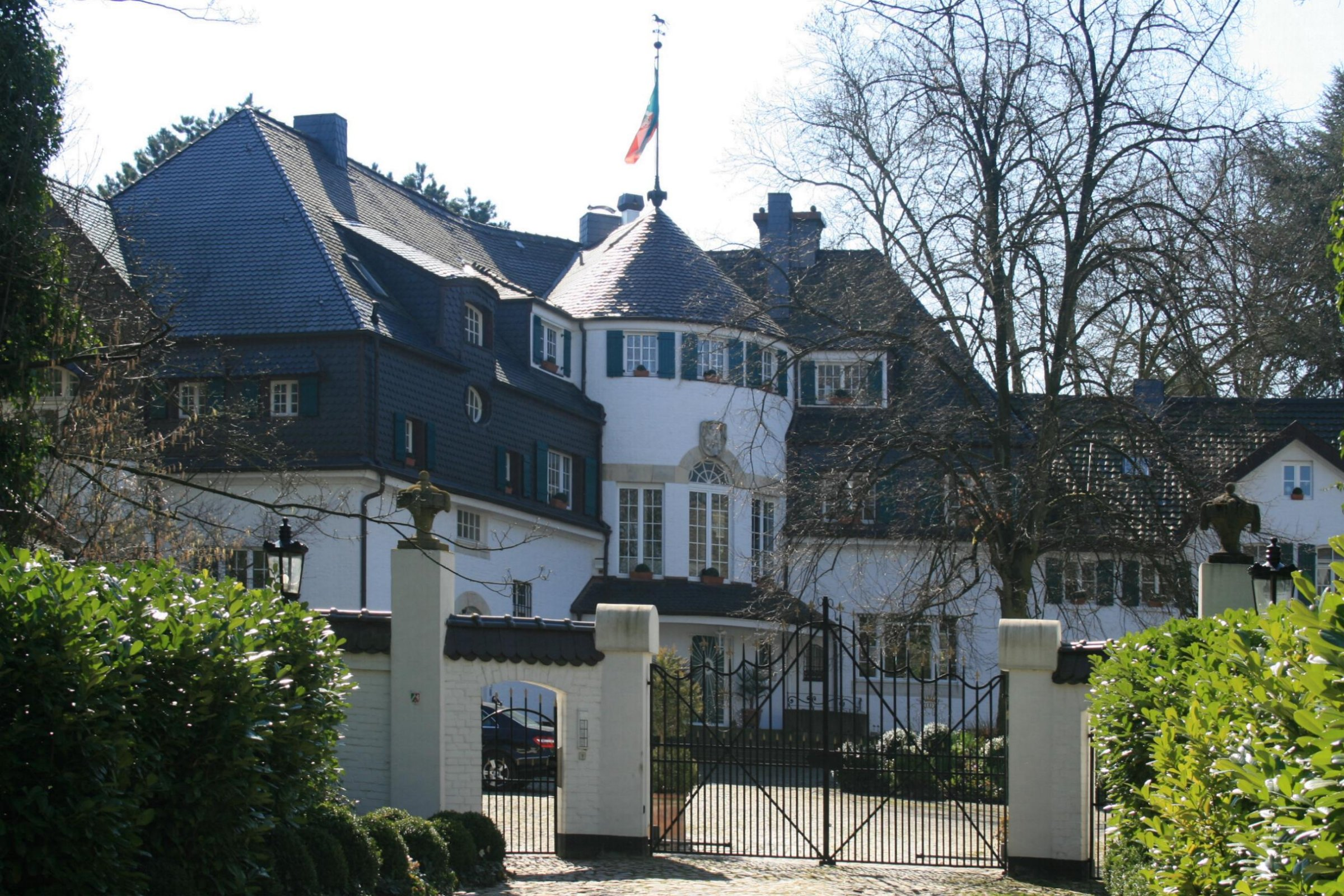
Gut Merberich

Gut Merberich liegt nahe dem Ortskern von Langerwehe, im Kreis Düren, Rheinland. Der Name leitet sich wahrscheinlich von dem Namen Marbach beziehungsweise Merbach ab, welcher in der direkten Nähe fließt.

## Geschichte
Schon zur Römerzeit wurde im Bereich der heutigen großzügigen Anlage gesiedelt. Im 14. Jahrhundert erfolgte eine Neugründung als Rittersitz auf den Fundamenten einer römischen Villa, die erste schriftliche Erwähnung datiert auf das Jahr 1324. Verschiedene Eigentümer wie Dietrich Freiherr von Leers (Oberbürgermeister zu Düren und kaiserlicher Notar) sowie Freiherr von Woestenradt sind als Besitzer urkundlich erwähnt.
1890 ging das Gut Merberich in bürgerliche Hände über. Der erfolgreiche Kaufmann Edwin Hasenclever aus Aachen und seine Frau Irma Hasenclever geb. Prym aus Stolberg erwarben das Hofgut. Die Anlage wurde von 1911 bis 1912 von dem bekannten Münchner Architekten Emanuel von Seidl zu einem schlossartigen Landsitz umgestaltet und erweitert. Seidl baute für seine betuchten Kunden überwiegend großzügige Anlagen, aber auch ganze Schlösser. Merberich wurde im Stil englischer Landhäuser gebaut und auch der mehrere Hektar große parkartige Landschaftsgarten weist typische englische Merkmale auf.
Im Ersten Weltkrieg diente Merberich als Lazarett. Danach entwickelte es sich zu einem kulturellen Zentrum und zog viele überregionale Künstler und Gäste an. Während des Zweiten Weltkriegs wurde das Gebäude zum Teil zerstört. Auch die Einquartierung von alliierten Soldaten hinterließ deutliche Spuren. 1956 nahm die Familie ein Angebot der Rheinbraun an und verkaufte das Anwesen. 200 Hektar Land wurden parzelliert und teilweise zur Aufnahme einer mittlerweile rekultivierten Abraumhalde des Tagebaus Inden verwendet.
Das vom Krieg gezeichnete Gebäude stand eine Weile leer und wurde später mehrere Jahre von Obdachlosen als Behausung genutzt.
Dann begann die Instandsetzung des Gutshofs, und es zog eine Künstlerin ein. Weiterhin gründete dort ein Tierarzt eine Landpraxis. Die Gutshofanlage wurde somit vor dem totalen Verfall gerettet. Die Mittel für eine wirkliche Sanierung der vom Krieg gezeichneten Anlage fehlten jedoch.
Von 2003 bis 2023 wurde eine komplette Restaurierung und Sanierung nach altem Vorbild mit historisch korrekten Materialien unter strengen Auflagen des Denkmalschutzes durchgeführt. Der Park und mittelalterliche Mauern wurden saniert, alle Dächer im alten Stil erneuert, der Gazebo, das historische Gewächshaus und weitere Pavillons wiederaufgebaut, im Haupthaus wurden die alten Raumzuschnitte, Vertäfelungen und Stuckelemente wiederhergestellt, Böden aufgearbeitet etc., umliegende Ländereien und die ehemalige Gutskapelle wieder hinzu erworben und nach altem Vorbild mit historischen Obstsorten und Alleen bepflanzt. Für diese Bemühungen erhielt Peter Wüllenweber den Westenergie Klimaschutzpreis 2020 der Gemeinde Langerwehe.
Heute wird die Gutshofanlage behutsam gepflegt und überwiegend zu Wohnzwecken genutzt, sie beherbergt eine private Reitanlage und präsentiert sich samt den Nebengebäuden wieder im alten Glanz. Gut Merberich befindet sich im Besitz der Familie Wüllenweber, Nachfahren der oben genannten Familie von Leers.